# Chanos (Espagne)
Chanos est une commune située dans la province de Zamora, en Castille-et-León, en Espagne. Selon le registre de 2023 (INE), la commune compte 43 habitants.
En 1833, la commune a été rattachée à la province de Zamora. Vers 1850, l'ancienne commune de Chanos a été intégrée à Lubián.